# Anhydride
Un anhydride est le produit d'un composé qui a perdu une ou plusieurs molécules d'eau (H2O) par élimination au cours d'une réaction chimique. Ainsi, très généralement, un atome qui portera plusieurs groupes hydroxyle (–OH) et/ou oxo (=O) formera facilement des anhydrides par perte d'eau et il en va ainsi très généralement pour les acides oxygénés de tous types : organiques (–COOH, –SO3H, etc.) et inorganiques qui produisent des anhydrides d'acide.
Ce sont les plus courants :
- anhydrides organiques : En chimie organique, les anhydrides d'acides sont généralement le produit de la condensation de deux fonctions acide carboxylique sur une même ou deux molécules différentes.

- anhydrides inorganiques :

| Anhydride                                                    | Produit d'hydrolyse |
| ------------------------------------------------------------ | ------------------- |
| pentoxyde d'azote ou anhydride nitrique                      | acide nitrique      |
| trioxyde d'azote ou anhydride nitreux                        | acide nitreux       |
| protoxyde d'azote ou anhydride hyponitreux                   | acide hyponitreux   |
| dioxyde de soufre ou anhydride sulfureux ou gaz sulfureux    | acide sulfureux     |
| trioxyde de soufre ou anhydride sulfurique ou gaz sulfurique | acide sulfurique    |
| pentoxyde de phosphore ou anhydride phosphorique             | acide phosphorique  |
| dioxyde de carbone ou anhydride carbonique ou gaz carbonique | acide carbonique    |